# Soong May-ling
Soong May-ling, ofta kallad Madame Chiang Kai-shek, född 5 mars 1897 i Shanghai, död 23 oktober 2003 i New York, var en kinesisk politiker. Hon var en av de berömda tre systrarna Soong tillsammans med Soong Ching-ling och Soong Ai-ling. Hon satt i parlamentet 1928-1933 och blev då en av de första kvinnorna i Kinas parlament. Som gift med Chiang Kai-shek var hon Kinas första dam 1928-1949, och Taiwans första dam 1950-1975. 

## Biografi

### Tidigt liv
Soong May-ling tillhörde den kinesiska etniciteten hakka och kom från en familj som blivit framgångsrik i fördragshamnen Shanghai. Hon var dotter till den rike kristne affärsmannen och missionären Charlie Soong i Shanghai, och syster till Soong Ching-ling (gift med Sun Yat-sen), Soong Ai-ling och T.V. Soong. Hon gick från tio års ålder i skola i USA. Hon gick vid Wellesley College i Massachusetts, där hon utexaminerades 1917. 

### Kinas första dam
Hon gifte sig 1 december 1927 med Chiang Kai-shek. Hon och hennes familj satte upp som villkor att Chiang konverterade till kristendomen, vilket han också gjorde. Paret fick inga barn. Äktenskapet har beskrivits som ett politiskt partnerskap. May-ling, som tillhörde generationen av den nya kvinnan, vägrade redan i början av äktenskapet att bete sig som en traditionell kinesisk hustru. Chiang accepterade detta, och då han hade svårt att förlita sig på människor utanför familjen, vilket gjorde att han ofta satt på flera poster samtidigt, och inte kom överens med sin egen familj, kom han att förlita sig på May-ling och hennes familj. 
När Chiang Kai-shek tog makten i Kina år 1928 blev hon i praktiken Kinas första dam. Hon kallades aldrig formellt för detta eftersom Chiang Kai-shek hade en rad olika titlar under sin tid vid makten och främst var känd som generalissimus, medan andra personer under honom ibland hade titeln premiärminister. I praktiken var hon dock första dam och spelade också den rollen. Fram till sin mors död 1931 fortsatte hon dock att tillbringa sin mesta tid i Shanghai. 
1934 följde hon med Chiang på en inspektion genom de territorier som tidigare hade varit ockuperade av kommunisterna. Vid återkomsten till Nanking engagerade hon sig i samhällsarbete genom den så kallade New Life Movement. Den ingick i Chiangs försök att skapa en ideologi för Kuomingtangpartiet, som fokuserade på en nationalistisk idealisering av Sun Yat Sen (i alla skolor och kontor fick medborgarna buga för dennes porträtt varje dag), och en form av förmyndarmässig upplyst despoti, med inställningen att medborgarna skulle uppfostras av partiet för att bli moderna människor. New Life Movement ingick i denna ideologi. Det var en ideologisk reformrörelse med syftet att omvandla Kina till ett modernt samhälle. Rörelsen var inspirerad av konfucianism och kristendom, och predikade personligt ansvar, måttfullhet och sparsamhet för att skapa större välstånd. Den lade stor vikt vid att lära kineser att uppföra sig enligt moderna (västerländska) regler, vilket handlade om sådant som att inte spotta offentligt, snyta sig vid matbordet, gå barbröstad offentligt och liknande. Dessa regler förlöjligades, men de sågs som ett led i att modernisera Kina, och tanken var också att de ytliga reglerna skulle sjunka in på djupet och påverka även karaktären i övrigt. De kombinerades också med vissa sociala insatser.  Soong skötte föreningen med en stor stab, kinesiska volontärer och västerländska missionärer som konsulter. 
Soong May-ling spelade en aktiv politisk roll inom Kuomintang under makens regim. Vid denna tid hade kvinnor inte rösträtt eller valbarhet i Kina, men hon innehade ett flertal poster genom utnämning. Hon och ett flertal andra kvinnor ur Kuomintangpartiet tog plats i parlamentet genom utnämning. Hon var medlem Yuan-kommittén (parlamentet) 1928-1933, generalsekreterare i flygplanskommissionen 1936-1938 och Kuomintangs central-kommitté 1945.  
I oktober 1936 tillfångatogs Chiang Kai-shek av marskalk Zhang Xue-Liang i Xian. Soong May-ling reste då på kidnapparens begäran personligen till Xian och förhandlade fram sin makes frigivning genom att utverka amnesti för kidnappningen. Hon hade då samtidigt förhindrat ett krigstillstånd, och denna diplomatiska affär gjorde henne berömd. 

#### Krigstiden
I juli 1937 utbröt andra sino-japanska kriget. Under kriget spelade Soong May-ling en viktig roll. Tillsammans med sina båda systrar reste hon till frontlinjen och höll tal för att stärka moralen. Bakom frontlinjen organiserade de sjukvård åt soldater, barnhem åt föräldralösa, socialhjälp åt flyktingar och uppmanade kvinnor att bli sjuksköterskor. De uttalade sig också i utländsk press och skapade internationellt stöd för Kina. Hon uppmanade kvinnor att stödja krigsinsatsen, vilket ledde till bildandet av kvinnobataljoner. Hon beskrivs som en skicklig och effektiv propagandafigur som framgångsrikt stärkte moralen under kriget.
Då hennes make inte kunde tala engelska, fungerade hon som tolk vid hans förhandlingar med utländska makthavare, och blev uppskattade genom sin charm och diplomatiska förmåga. Hon agerade som sin makes politiska sekreterare, rådgivare och tolk, och anförtroddes ett flertal diplomatiska uppdrag. Som amerikanskutbildad kristen fick Song en viktig ställning då nationalisterna sökte stöd hos USA i krigen mot japanerna. Hon gjorde år 1943 en åtta månader lång bejublad diplomatisk turné genom USA, som blev en omtalad succé. Den 18 februari 1943 blev hon den första kines och den andra kvinna som talade till den amerikanska kongressens båda kamrar. Hon lyckades framgångsrikt med sitt uppdrag. I november 1943 deltog hon även som makens tolk under Kairokonferensen. 
Soong May-ling evakuerades med sin make och hans regering från Nanking i december 1937 och etablerade sig 1938 i Chongqing, som blev huvudstad under kriget. Hon avskydde staden Chongqing, som på grund av sitt heta och fuktiga klimat gav henne återkommande attacker av nässelfeber. Hon lämnade staden så ofta hon kunde, och fram till att Hongkong togs av japanerna 1941 hälsade hon ofta på sina systrar där.
Soong May-ling blev redan 1938 medveten om att hennes äldre syster Soong Ai-ling ägnade sig åt grov krigsprofitering. Hon vägrade dock alltid att ingripa mot sin syster och tolererade ingen kritik mot henne. Privat beskrivs hon som djupt beroende av sin syster Soong Ai-ling och dennas barn David och Jeanette, som tidvis bodde hos henne och nästan fungerade som hennes fosterbarn. David och Jeanette beskrivs som illa omtyckta, då de anklagades för att vara arroganta och hunsa underlydande och personal, men Soong May-ling ska ha varit emotionellt beroende av dem och godtog ingen kritik mot dem. Personligen beskrivs hon däremot som charmerande och omtyckt av de flesta. Hon var också fäst vid sin syster Ching-ling, och accepterade att systern hatade hennes make för att denna 1931 hade avrättat Deng Yan-da, som Ching varit förälskad i. I juli 1944 lämnade hon Kina och flög till Brasilien med Soong Ai-ling, David och Jeanette, och därifrån till New York. Hon upplevde freden i New York, och återvände inte till Kina förrän i september 1945, då hon närvarade vid Chiangs möte med Mao i Chongqing. 
Till skillnad från sitt agerande under andra världskriget, förhöll hon sig mer passiv under det kinesiska inbördeskriget. Hennes relation med Chiang var under denna tid sämre än förut. 1947 gjorde hon ett försök att förhandla med kommunisterna då hon gjorde ett besök i Hangzhou med sin syster Ching-ling och frågade henne vad kommunisterna begärde för att sluta fred: hennes syster undvek att svara men rapporterade det hela till Mao och incidenten blev känd.
Sommaren 1948 inledde Chiang en offensiv kallad "tigerjakten" mot Kinas rika elit, bland dem främst miljonärerna och gangstrarna i Shanghai, som ombads registrera sina tillgångar för att motverka korruption (men i verkligheten för att finansiera regeringens flykt till Taiwan). Gangstern Du, vars son kidnappats av Chiang för att genomdriva samarbete i frågan, rapporterade då via pressen Soong May-lings systerson David som en av de många affärsmän som försökte gömma undan tillgångar. Soong May-ling ingrep då och förbjöd Chiang att arrestera David. Denna incident gjorde att Soong May-ling fick skulden för att insatsen mot korruptionen misslyckades. I november 1948 återvände hon till New York.

### Taiwans första dam
Efter det kommunistiska maktövertagandet i Kina 1949 bosatte sig Chiang på Taiwan, där han 1950 blev president. Soong May-ling gjorde honom sällskap i början av 1950. Under de första åren gjorde hon ofta årslånga besök i New York, men från 1959 bodde hon permanent på Taiwan. 
Hon var beskyddare av International Red Cross Committee, hedersordförande för British United Aid to China Fund, och First Honorary Member of the Bill of Rights Commemorative Society. Soong May-ling beskrivs som en diplomatisk och omtyckt presidentfru. Hon var dock inte särskilt politiskt aktiv på Taiwan. Under 1958 gjorde hon en ny diplomatisk föreläsningsturné i USA, denna gång för att vädja om amerikanskt stöd till Taiwan mot Kina genom att varna mot det kommunistiska hotet. Hon försökte utan framgång övertala maken att utse hennes systerson David till finansminister.
Efter sin makes död 1975 flyttade hon till New York, där hon avled 2003.

## Eftermäle
Soongs bok Sian, a coup d'état (1937) om statskuppen i Xi'an i december 1936 översattes samma år till svenska, Marskalkens fångenskap : Historien om statskuppen i Sian av Ingeborg Wikander.
I Kinas historia är hon berömd som en av de tre systrarna Soong. Den traditionella stereotypen om de systrarna har varit att "En älskade pengar; en älskade makt; och en älskade sitt land", syftande på Soong Ai-ling, Soong May-ling respektive Soong Ching-ling. Soong May-ling var under sin mans tid vid makten i Kina en populär första dam som förebild för den nya kvinnan och för sin patriotism under kriget. Internationellt blev hon berömd under andra världskriget. Efter kommunisternas seger i det kinesiska inbördeskriget, rådde en ambivalent syn på Soong May-ling i fastlandskina. På grund av att hon var syster till Soong Ching-ling förekom inte samma svartmålning av henne i Kommunistkina som kring många andra förkommunistiska politiker, och hennes patriotism under sino-japanska kriget har istället förts fram. Samtidigt spriddes myter om henne, så som den i Kommunistkina spridda myten att hon badade varje dag i ett kar med mjölk för att bevara sin huds lyster.

## Verk
- Chiang, Mayling Soong; Westman Knut B., Chiang Kai-shek, Ingeborg Wikander (1937). Marskalkens fångenskap: Historien om statskuppen i Sian. Uppsala: Lindblad. Libris 1362629